# 港区 (港則法)
港区（こうく）とは、港則法第5条第1項に基いて特定港内に設置された港湾内の区域のこと。

## 解説
港則法第5条第1項では、特定港に停泊する船舶は国土交通省令に定めるところに従い、トン数又は積載物の種類に応じて特定港内に設置された一定の区域内に停泊することが定められている。
こうした措置を取る理由としては、港内の船舶の交通整理と安全の確保を目的としている。このため、規定された港区内であっても自由に停泊できるわけではなく、第8条に定められた繋留に対する制限や第10条に定められた停泊の制限を遵守する必要がある。
港則法施行規則第3条及び同規則の別表第1に基づいて、2022年（令和4年）3月1日時点で、日本全国に47の特定港が設定され、合計233の港区が定められている。